# Bracon schmiedeknechti
Bracon schmiedeknechti är en stekelart som beskrevs av Josef Fahringer 1927. Bracon schmiedeknechti ingår i släktet Bracon och familjen bracksteklar. Inga underarter finns listade.